# Ohashi Hiroshi
Ohashi Hiroshi (大橋 浩司, sinh ngày 27 tháng 10 năm 1959) là một cầu thủ bóng đá nữ người Nhật Bản.
Ohashi Hiroshi đã dẫn dắt Đội tuyển bóng đá nữ quốc gia Nhật Bản từ 2004-2007.